# Nakajima A4N
Il Nakajima A4N (九五式艦上戦闘機?, Nakajima kyūgoshikikanjōsentōki), indicato anche come Caccia Imbarcato della Marina Tipo 95 (?) in base alle convenzioni allora vigenti, fu un aereo da caccia imbarcato monomotore biplano sviluppato dall'azienda aeronautica giapponese Nakajima Hikōki KK nei primi anni trenta del XX secolo.
Destinato ad equipaggiare i reparti da caccia della Marina imperiale giapponese, venne portato in volo per la prima volta nel 1934, ma a causa di problemi al motore non entrò in servizio fino al 1936. Costruito in un totale di 221 esemplari, fu l'ultimo modello a configurazione biplana progettato dalla casa giapponese.

## Storia del progetto
Nel corso degli anni trenta, la Nakajima sviluppò numerosi progetti sperimentali: tra questi vi era il biplano indicato con il nome di YM che derivava dal A2N in servizio da qualche anno e ormai obsoleti. Pur in considerazione di questo limite progettuale, la marina militare giapponese ripose fiducia nel velivolo, consapevole che avrebbe costituito una sorta di "ponte" in attesa dello sviluppo di aerei più moderni che in breve tempo sarebbero andati a costituire l'ossatura dei reparti di prima linea.

## Tecnica
Biplano in configurazione sesquiplana, era dotato di carrello anteriore a gambe indipendenti e ruotino posteriore.
Il motore era un radiale Nakajima Hikari a 9 cilindri, raffreddato ad aria, che erogava una potenza di 730 CV.
L'armamento di bordo era costituito da 2 mitragliatrici calibro 7,7 mm, camerate per il munizionamento 7,7 × 56 mm Type 89, e poteva trasportare bombe per un peso massimo di 120 kg.

## Impiego operativo
Impiegato a partire dal 1935, l'A4N fu utilizzato in operazioni belliche durante la seconda guerra sino-giapponese, fornendo buoni risultati. Pur progettato come velivolo imbarcato, trovò un frequente utilizzo nel conflitto ed in particolare venne munito di un serbatoio supplementare sganciabile (appeso alla radice della semiala sinistra) al fine di incrementare l'autonomia operativa.
Già alla fine del 1938, come previsto, più della metà dei reparti da caccia della Marina giapponese erano dotati dei più moderni Mitsubishi A5M e gli A4N ancora in servizio vennero progressivamente sostituiti e spostati a compiti di seconda linea, venendo impiegati come aereo da addestramento alla caccia nelle scuole di volo della Dai-Nippon Teikoku Kaigun Kōkū Hombu.

## Utilizzatori
Giappone
- Dai-Nippon Teikoku Kaigun Kōkū Hombu